# Vårkumla distrikt
Vårkumla distrikt är ett distrikt i Falköpings kommun och Västra Götalands län.
Distriktet ligger söder om Falköping.

## Tidigare administrativ tillhörighet
Distriktet inrättades 2016 och utgörs av socknen Vårkumla i Falköpings kommun.
Området motsvarar den omfattning Vårkumla församling hade vid årsskiftet 1999/2000.